# スカンクワークス

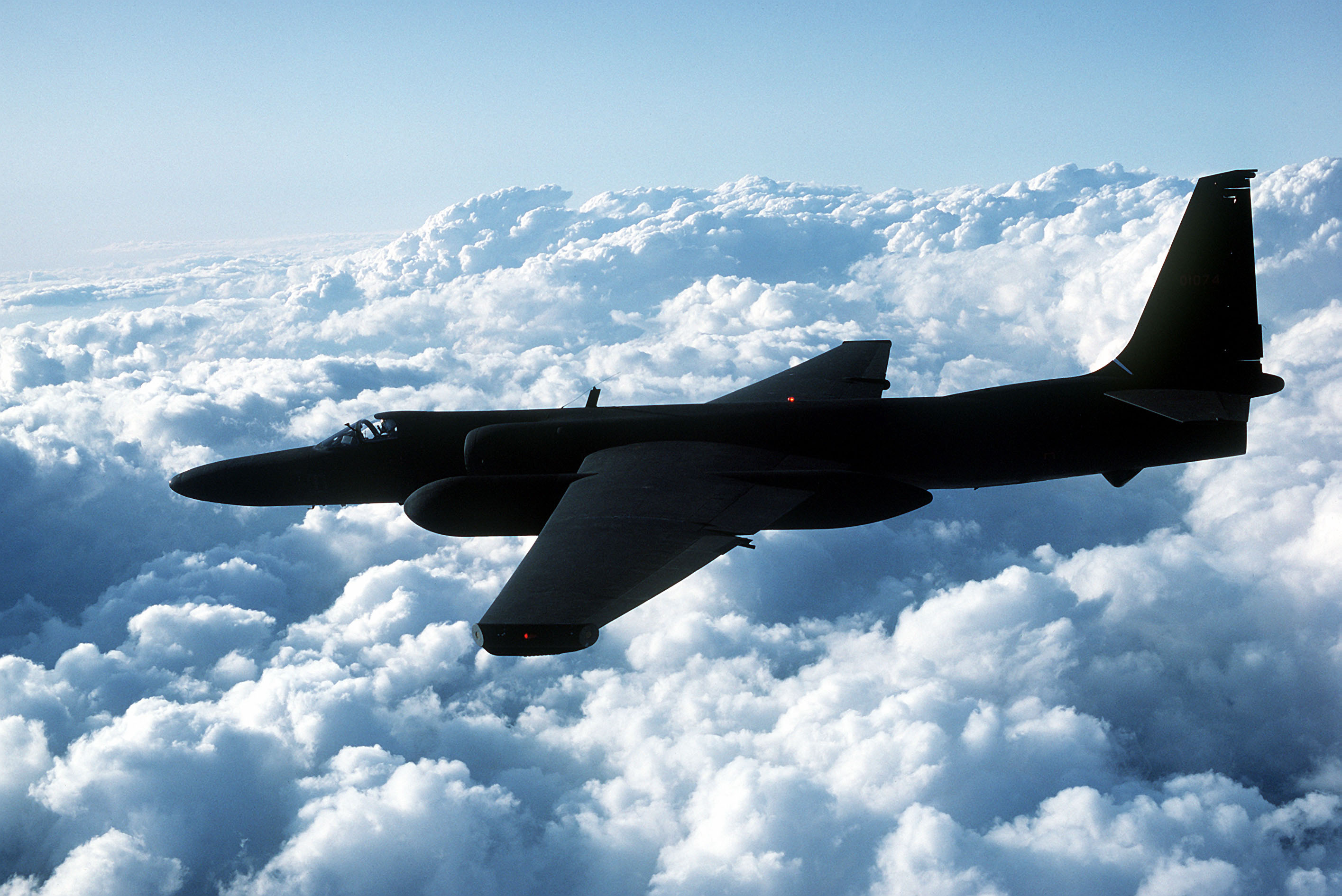
U-2

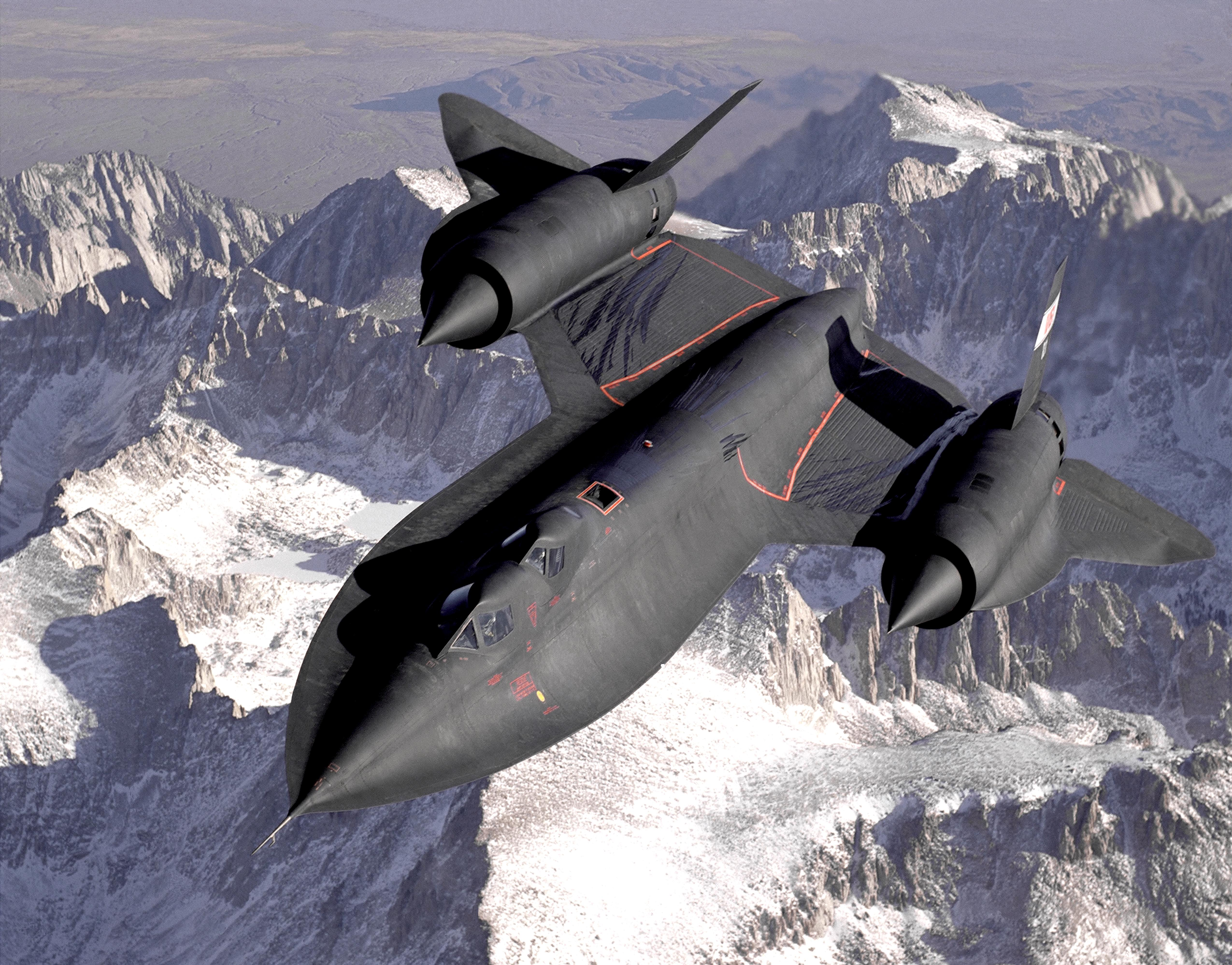
SR-71B

スカンクワークス（Skunk works）は、アメリカ合衆国の航空機メーカーであるロッキード・マーティン社の一部門「ロッキード・マーティン先進開発計画（Lockheed Martin's Advanced Development Programs）」の通称。転じて、航空宇宙企業内における軍事関連の秘密開発部門、警察の武器庫・火器管理調整・独自装備開発担当を指していたが、
その後語義がさらに拡大し、企業内の極秘開発部門・選抜されたメンバーのみからなる特命チームなどをも指すようになった。
以下にはロッキード・マーティンのスカンクワークスについて記す。

## 概要
軍用機開発を主な任務とし、秘密、独立、迅速を軸に、数十名の設計者と百数名の技能職従業員によって構成されている。初代ボスは航空機設計家クラレンス・レオナルド・ジョンソン（Clarence Leonard Johnson）。
ナチス・ドイツのMe 262戦闘機に対抗できる、XP-80戦闘機を開発する為に設立された。当初、設計室として設置したテントが、プラスティック加工工場（牛皮加工工場との説もある）に面しており、室内が異臭に満ちていた。このため、電話をとった従業員が「はい、こちらスコンクワークス」と答えた。スコンクワークス（Skonk Works）とは、アルフレッド・ジェラルド・カプリン（Alfred Gerald Caplin）作の漫画であるインディアン・ジョー（テレビ番組説も存在する）に登場する怪しげな飲料を製造する蒸留所の名前である。部門長であるジョンソンはこれを聞いて激怒したが、従業員はジョンソンのいない間は「スコンクワークス」と電話に出続けたため、「ケリーのサーカス小屋」をロッキード本社側でも「スコンクワークス」と呼ぶ様になった。その後、カプリンの漫画を出版していた出版社（テレビ番組の制作会社とする説も存在する）に訴えられたため、発音や語義の似かよった「スカンクワークス (Skunk Works)」という名称で商標登録された。
U-2偵察機、SR-71偵察機やF-104戦闘機などを開発し世界に名を轟かせた一方で、XFV戦闘機のような過大な要求ゆえの失敗作も存在した。
その後、1975年にジョンソンは引退してロッキード社から去ったが、スカンクワークスは存続し続けた。二代目ボスであるベンジャミン・ロバート・リッチ（Benjamin Robert Rich）によって引き継がれ、その後もステルス攻撃機であるF-117などを開発、アメリカの航空産業の最先端を担っている。

## 14の基本原則
スカンクワークスにはケリー・ジョンソンが酔っ払って書いたとされる以下の14の基本原則がある。
1. スカンクワークスのプログラム・マネージャーは、そのプログラムを代表し、あらゆる事項を掌握するとともに、技術、予算、生産の諸問題に関して即決の権限を有する
2. 管理機能は軍、民ともに強力で小さなものとする
3. プロジェクトに関与する人員をできるだけ少なくし、有能な人材を当てる
4. 図面管理は変更が容易な単純で融通の利くシステムとし、失敗した際の回復が素早く行えるようにする
5. 報告書の数は最小限とするが、主要な結果は必ず記録に残す
6. 実際に使った費用のみならず、プロジェクト終了までの見込み額も毎月見なおす。この整理の遅れによる費用超過で、いきなり顧客を驚かすことのないように
7. 下請けやベンダー（部品供給業者）は、われわれが自由に選択できる
8. 目下、空・海軍に認められているスカンクワークスの検査システムは、軍の規格に合致し、新しいプロジェクトにも適応される。なるべく下請けやベンダーに検査をまかせ、二重の検査は避ける
9. われわれに最終製品の飛行試験を行なう責任があり、かつ最初にこれを行なう
10. 部品に適用される基準は、すべて事前に合意されたものとする
11. 政府予算執行は時機にかなっていること。この遅れのため、われわれが銀行に走らなければならないなどということのないように
12. われわれと軍の計画担当者は深い信頼関係を保ち、誤解や不要な文書のやり取りを極力抑えるため、 日々の連絡調整を緊密に行なう
13. 外部からの干渉を排除する
14. 少数精鋭でいくためには、評価は、部下の数でなく、成果で行なう

なお、言い伝えられてきた第15項として、「海軍と商売するくらいなら、飢え死にしたほうがましだ。奴らは自分で何が欲しいかもわかっていない。さんざん引きずりまわされたあげく、心臓を悪くするのがおちだ」というものもある。

## 開発中のプロジェクト

### 2014年
- 小型核融合炉（CFR: compact fusion reactor）[7]

### 2008年初頭
開発が進行中のもの
- 船上発射-垂直離着陸先進型無人機システム（VARIOUS）
- 監視任務用飛行船-統合センサー搭載偵察システム （ISIS）
- マッハ10飛行-成層圏巡航攻撃/偵察機 （FALCON）
- リフティングボディ&エアシップ ハイブリッド機
- 超長距離超音速（RATTLRS）ミサイル

開発が進行途中で凍結されたもの
- 潜水艦発射回収式多目的無人航空機（MPUAV）
- 先進型統合空中戦闘システム（AJACS）
- 長距離超音速無人攻撃プラットフォーム
- 静粛型超音速輸送機（QSST）[8]
- ポールキャット